# Уил (Кентукки)
Уил (англ. Wheel) — невключённая территория, расположенная в округе Грейвс штата Кентукки, США. Уил расположен между поселениями Лоус и Фэнси-Фарм на северо-западной окраине округа Грейвс, к северо-западу от Мейфилда.
Поселение известно тем, что здесь 24 ноября 1877 года в бревенчатом доме, в 3:30 утра родился сенатор США и 35-й вице-президент США Олбен Уильям Баркли.